# Ла Мартър
Езерото Ла Мартър (на английски и на френски: Lac la Martre) е 3-то по големина езеро в Северозападните територии. Площта му, заедно с островите в него е 1776 км2, която му отрежда 24-во място сред езерата на Канада. Площта само на водното огледало без островите е 1687 км2. Надморската височина на водата е 265 м.
Езерото се намира в централната част на Северозападните територии, на северозапад от Голямото Робско езеро Дължината му от северозапад на югоизток е 70 км, а максималната му ширина – 30 км.
Ла Мартър има силно разчленена брегова линия, с множество заливи, полуострови, канали и острови (главно в югоизточната част, най-голям остров Биг Айлънд) с площ от 89 км2.
Площта на водосборния му басейн е 13 900 km2, като в езерото се вливат множество реки (най-голяма Грандин, от север) и от югозапад от близките по-малки езера Уейбърни Бартлет. От югоизточния му ъгъл изтича река Мариан, вливаща се от север в залива Норт Арм на Голямото Робско езеро.
На източното крайбрежие на езерото се намира единственото селище Уоти с население от 497 жители (2005 г.), център на риболовен и екотуризъм.